# Jólét és Szabadság Demokrata Közösség
Jólét és Szabadság Demokrata Közösség, zkráceně JESZ, do češtiny přeloženo jako Demokratické společenství prosperity a svobody nebo Demokratická komunita blahobytu a svobody, je pravicová politická strana v Maďarsku.

## Historie

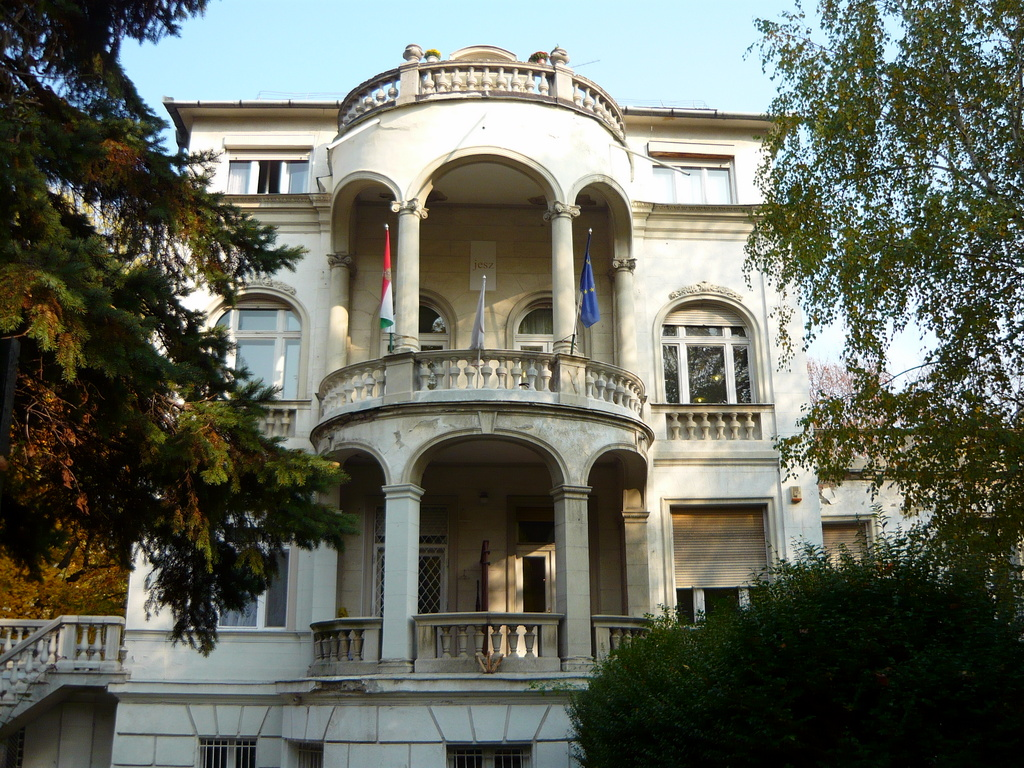
Původní sídlo MDF, dnes sídlo JESZ

Po neúspěchu Magyar Demokrata Fórum v parlamentních volbách 2010 a následné rezignaci tehdejšího stranického vedení (odstoupila dlouholetá předsedkyně Ibolya Dávid), se nově zvolené vedení rozhodlo o změně názvu a transformaci strany. Od 12. prosince 2010 strana začala používat název Jólét és Szabadság (JeSz). Na schůzi delegátů v březnu 2011 bylo rozhodnuto o další změně názvu. Strana se tak dne 8. dubna 2011 definitivně přejmenovala na Jólét és Szabadság Demokrata Közösség.
V únoru 2011 strana vyzvala Lajose Bokrose europoslance zvoleného za MDF, aby se vzdal mandátu. Po odmítnutí vyžaduje přes stomilionů forintů.

## Volební výsledky

### Parlamentní volby
| Volby | Počet hlasů | Hlasy v % | Počet mandátů | Mandáty v % | Úloha v parlamentu |
| ----- | ----------- | --------- | ------------- | ----------- | ------------------ |
| 2014  | 9 925       | 0,20%     | —             | —           | Mimo parlament     |

### Volby do EP
| Volby | Počet hlasů | Hlasy v % | Počet mandátů | Politická skupina EP | Evropská strana |
| ----- | ----------- | --------- | ------------- | -------------------- | --------------- |
| 2014  | —           | —         | —             | ECR                  | —               |